# EXIT (REVALCYの曲)
「EXIT」（エグジット）は、REVALCYの楽曲。ユニットの2枚目のシングルとして2015年8月5日にソニー・ミュージックアソシエイテッドレコーズから発売された。

## 概要
「WHITE of CRIME」以来約8ヶ月ぶりのシングルとなった。表題曲の「EXIT」は、『デュラララ!!×2 転』のエンディングテーマ曲として使用された。
CDジャーナルは、「疾走するビートにラウドなギターが併走するロック・チューン『EXIT』は、“未来をこの手で変えよう”というメッセージをリスナーにつきつける応援歌。カップリングもシンプルで力強いメッセージを投げかけるナンバーで、凛としたヴォーカルにこころを鷲掴みにされる。」と評価している。

## 収録
1. EXIT
作詞 - 渡邊亜希子 / 作曲 - 高井淳 / 編曲 - 斎藤真也
2. 君なんだ
3. Nothing’s too late
4. EXIT[instrumental]